# Bosnisch-herzegowinisch-osttimoresische Beziehungen
Die bosnisch-herzegowinisch-osttimoresischen Beziehungen beschreiben das zwischenstaatliche Verhältnis von Bosnien und Herzegowina und Osttimor.

## Geschichte
Osttimor und Bosnien und Herzegowina nahmen am 22. März 2005 diplomatische Beziehungen auf.
An der Übergangsverwaltung der Vereinten Nationen für Osttimor (UNTAET) und der Unterstützungsmission der Vereinten Nationen in Osttimor (UNMISET) von 2002 bis 2005 beteiligte sich Bosnien und Herzegowina mit Sicherheitspersonal.

## Diplomatie

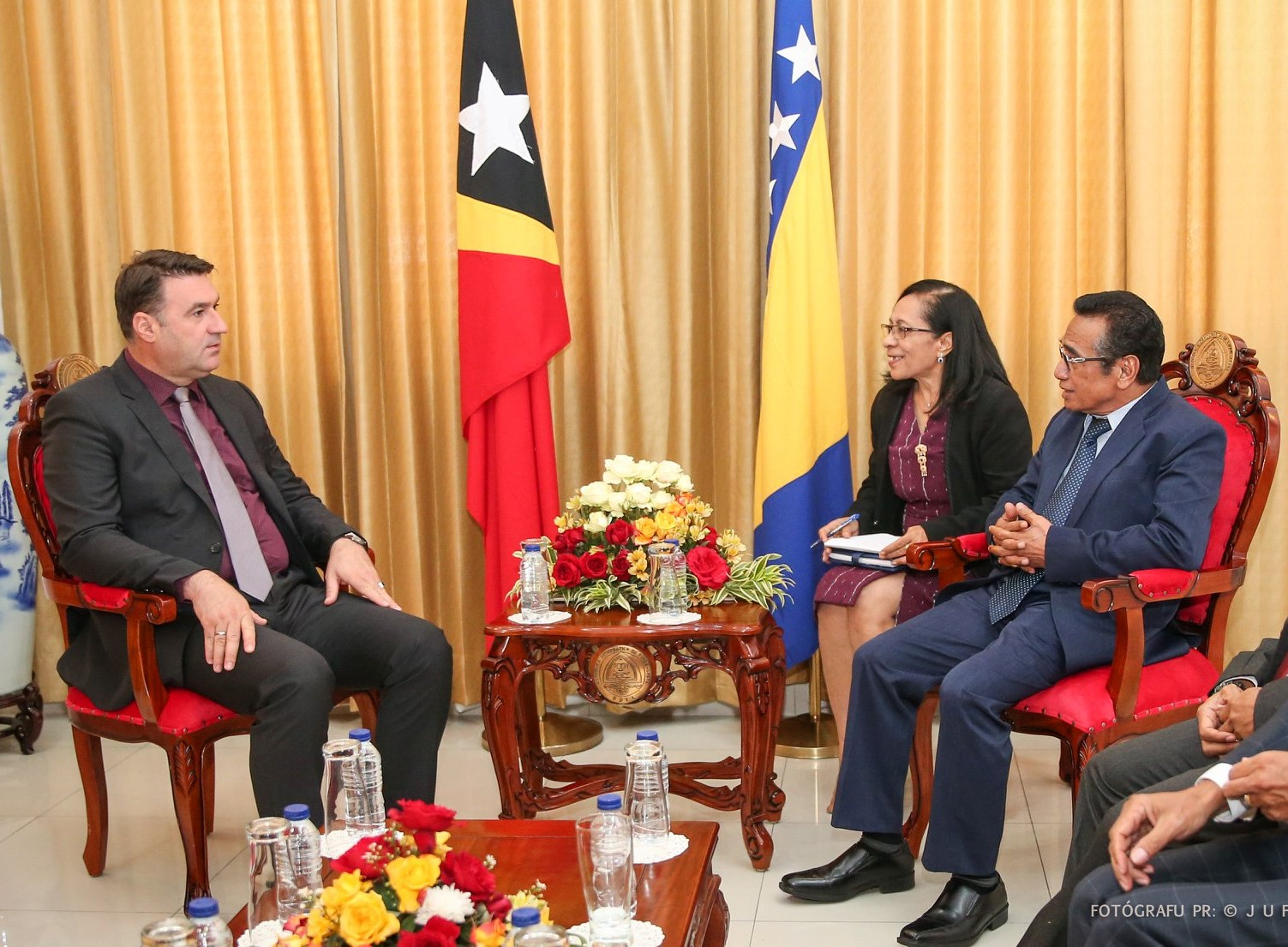
Botschafter Mehmed Halilović zu Gast bei Osttimors Präsidenten Francisco Guterres

Die beiden Staaten verfügen über keine diplomatische Vertretungen im jeweils anderen Land. Die konsularische Betreuung für Bosnien und Herzegowina in Osttimor übernimmt die Botschaft im indonesischen Jakarta.

## Einreisebestimmungen
Osttimoresen benötigen für einen Aufenthalt von 90 Tagen kein Visum für Bosnien und Herzegowina.

## Wirtschaft
Für 2018 gibt das Statistische Amt Osttimors keine Handelsbeziehungen zwischen Osttimor und Bosnien-Herzegowina an.

## Sport
Die erste offene Osttimoresische Alpine Skimeisterschaft fand am 8. Februar 2017 im bosnischen Pale statt.